# Potorous platyops
Potorous platyops é uma espécie de mamífero já extinta. Foi recolectada pela primeira vez em 1839 e descrita por John Gould em 1844, mas já nessa altura era rara e apenas alguns indivíduos foram recolectados, o último dos quais em 1875. Registos subfósseis indicam que teria uma distribuição extensa, desde as regiões costeiras semi-áridas de Austrália do Sul até a Austrália Ocidental, e possivelmente tão a norte quanto North West Cape
Os hábitos deste animal são quase totalmente desconhecidos. Sabe-se que evitava as áreas florestais férteis que os seus parentes próximos, Potorous tridactylus e  Potorous longipes, habitavam. O seu declínio é relativamente pouco usual, visto que ocorreu de maneira significativa, antes da ocupação europeia da Austrália.
Espécimenes preservados indicam que era menor que outras espécies do género, com 24 cm de comprimento e 18 cm de cauda. A pelagem era acizentada no dorso e braco-sujo no ventralmente. O corpo era similar, em aspecto, ao um grande rato. As orelhas eram pequenas e arredondadas, o focinho era pequeno e as bochechas proeminentes.